# Calicotome spinosa
Espèce
Classification phylogénétique

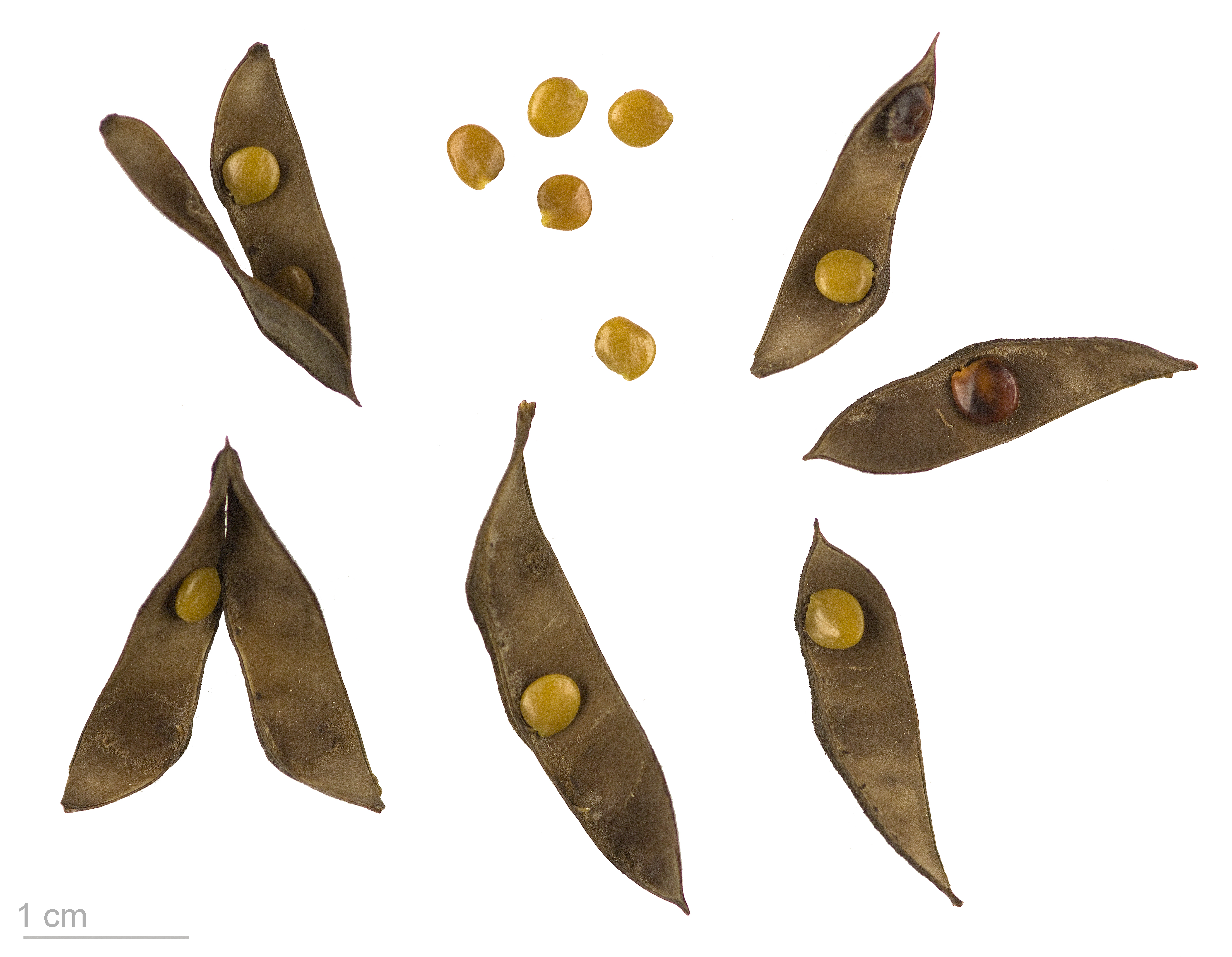
Calicotome spinosa au Muséum de Toulouse.

Calicotome spinosa, le calicotome épineux ou cytise épineux, est une espèce de plantes à fleurs de la famille des Fabaceae. C'est un arbuste trouvé autour de la Méditerranée, y compris en France. 

## Description
Il a de longues épines, des fleurs jaunes et des gousses glabres .

## Synonyme

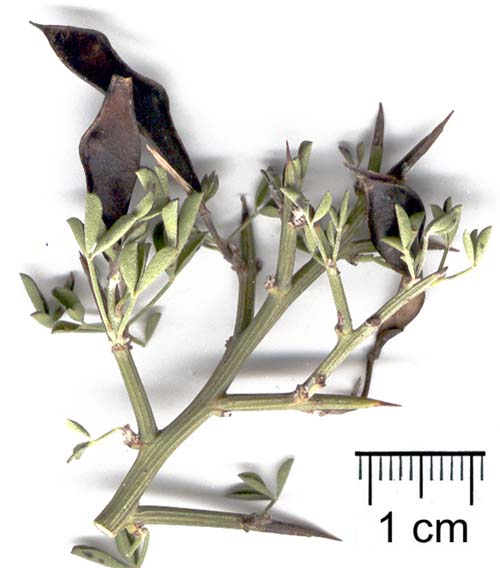
calicotome épineux, détail.

- Spartium spinosum L.
- Cytisus spinosus (L.) Link